# Telodocus secundus
Telodocus secundus is een eenoogkreeftjessoort uit de familie van de Laophontopsidae. De wetenschappelijke naam van de soort is voor het eerst geldig gepubliceerd in 1924 door Sewell.